# Pergetus wilati
Pergetus wilati är en skalbaggsart som först beskrevs av Lacordaire 1859.  Pergetus wilati ingår i släktet Pergetus och familjen kvickbaggar. Inga underarter finns listade i Catalogue of Life.